# Circuit de Monaco
Circuit de Monaco závodní okruh ležící v ulicích Monte Carla, který hostí každoročně během května závody Formule 1. Souběžně s formulovou Grand Prix Monaka se tu konají též závody sérií GP2,GP3, Porsche Supercup a Formule Renault 3.5. V současné době se jedná o nejkratší závodní okruh v kalendáři F1, měří jen 3,34 km.

## Historie
S nápadem pořádat v úzkých ulicích knížectví motoristické závody přišel Anthony Noghes (po něm je pojmenována poslední zatáčka), prezident tamního automobilového svazu a blízký přítel rodiny Grimaldiů. Úvodní závod se konal v roce 1929 a vyhrál jej William Grover-Williams na závodním stroji Bugatti.

## Okruh

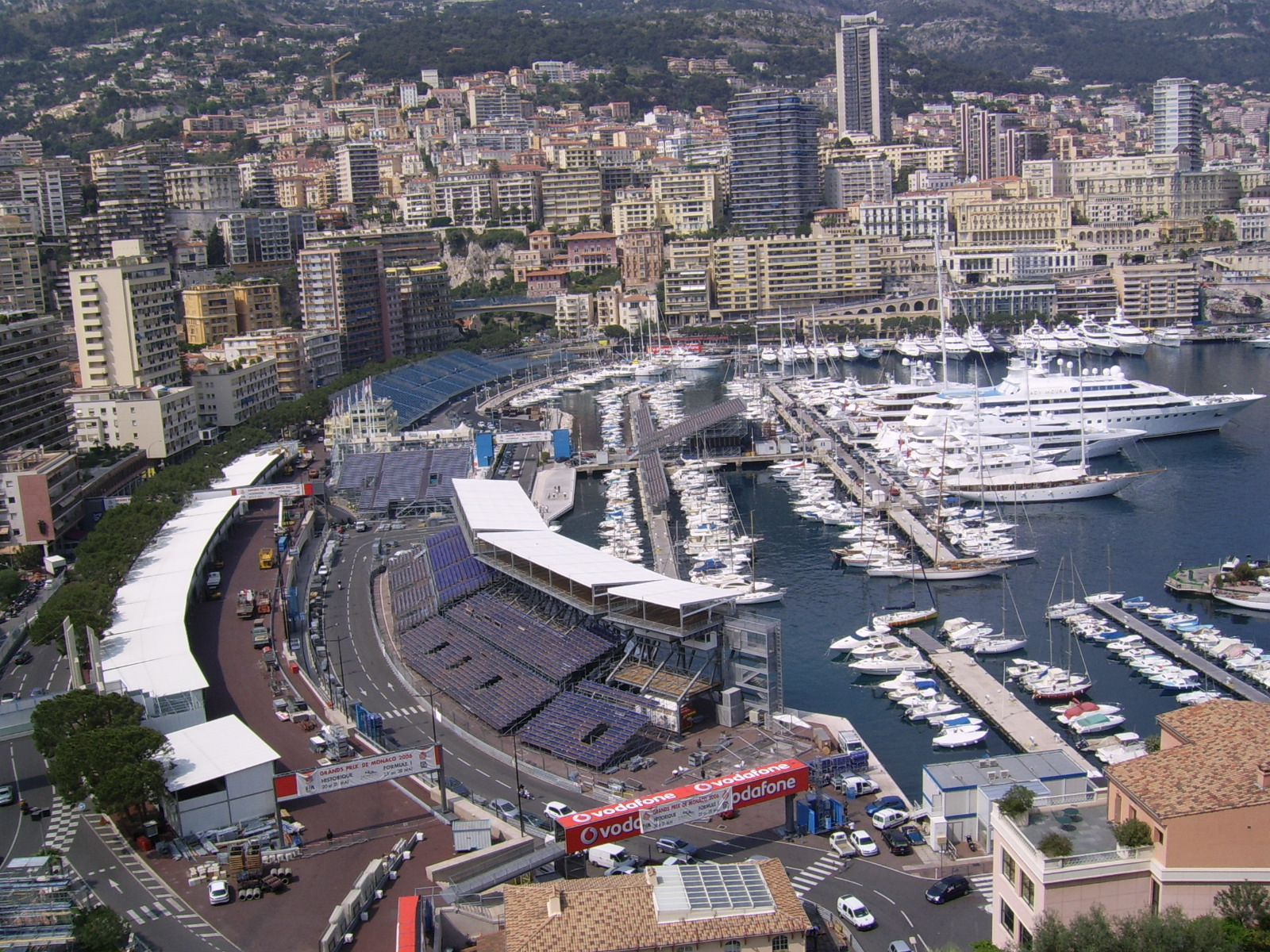
Přístav

Před každou Grand Prix je nejprve potřeba okruh vybudovat. Na svá místa musejí dosednout tribuny, je třeba položit či opravit obrubníky, uchytit mantinely, rozmístit reklamní billboardy a zejména nainstalovat veškeré bezpečnostní prvky. Taková příprava trvá okolo šesti týdnů a zpětný návrat do původního stavu týdny tři. Díky celkové flexibilitě okruhu a zejména faktu, že se nejedná o závodní trať, která by byla usazená na pevno se stává tato trať s každým příjezdem závodníků něčím odlišná. Circuit de Monaco je nejpomalejší okruh v závodním kalendáři, z toho důvodu je též vypsán na kratší závodní distanci, aby byl vždy splněn limit maximálního trvání závodu, tedy dvou hodin. Nejpomalejší úsek trati – tzv. vlásenku nedaleko slavného monackého grandhotelu – projíždějí jezdci rychlostí 50 km/h, nejrychlejším úsekem je pak dlouhá rovinka jejíž součástí je známý tunel, kde jezdci vystoupají až k rychlosti 290 km/h.
Okruh kvůli své klikatosti a úzkosti klade veliké nároky na řidičské schopnosti. Přestože tu lze vidět poměrně málo předjížděcích manévrů, hrozí tu jezdcům veliké nebezpečí. Právě na bezpečnost je dbáno v každém detailu. Jeřáb pomáhající s odstraňováním odstavených monopostů a záchranáři jsou rozmístěni tak, aby byli schopni eliminovat jakékoli nebezpečí v co nejkratším čase. Kvůli obtížnosti předjížděcích manévrů se tak stává důležitou zejména kvalifikace a závodní strategie.

### Detaily
Okruh začíná sprintem do kopce, ihned první zatáčka Sainte Devote je prudká a chumel jezdců v prvním kole musí volit spíše opatrnost nežli bezhlavou dravost. Riskování ovšem nese své ovoce. Poté přichází krátká odpočinková pasáž, kde se mohou jezdci srovnat za sebe, než dojedou k levotočivému úseku Massenet zakončenému další slavnou zatáčkou Casino. Začíná klesání pomalou sérií zatáček Mirabeau, Grandhotel Hairpin a Portier, která zavede monoposty k nejrychlejšímu úseku trati. Zatočený průjezd tunelem, chvilkové nebezpečí po výjezdu, kde hrozí oslepení sluncem, šikana Nouvelle a opět série přesně vedených zatáček ukončená prudkou Rascasse, ve které odstavil svůj monopost během kvalifikace na Grand Prix Monaka 2006 Michael Schumacher. Poté následuje už jen dvojice posledních zatáček a cílová rovinka.

### Nastavení
Podobně jako rychlý italský okruh Monza, tak i Monako vyžaduje specifické nastavení vozidla. Trať mimořádně zatěžující převodovku dokáže též potrápit motor, neboť nenabízí téměř žádné úseky, které by umožnily potřebné chlazení. Je též třeba vozu poskytnout maximální přilnavost brzkým ohřátím pneumatik, brzdové kotouče přizpůsobené trati. Důležitou kapitolou je též přítlak. Circuit de Monaco se již mnohokrát stal svědkem zajímavých řešení vozu.

## Formule 1
| No. | Rok  | Jezdec                           | Konstruktér                      | Motor                            | Pneu                             | Čas                              | Délka kola                       | Počet kol                        | Rychlost                         | Datum                            |
| --- | ---- | -------------------------------- | -------------------------------- | -------------------------------- | -------------------------------- | -------------------------------- | -------------------------------- | -------------------------------- | -------------------------------- | -------------------------------- |
| 1   | 1950 | Juan Manuel Fangio               | Alfa Romeo                       | Alfa Romeo                       | P                                | 3:13:18,700 h                    | 3,180 km                         | 100                              | 98,701 km/h                      | 21. květen                       |
|     |      |                                  |                                  |                                  |                                  |                                  |                                  |                                  |                                  |                                  |
| 2   | 1955 | Maurice Trintignant              | Ferrari                          | Ferrari                          | E                                | 2:58:09,800 h                    | 3,145 km                         | 100                              | 105,914 km/h                     | 22. květen                       |
| 3   | 1956 | Stirling Moss                    | Maserati                         | Maserati                         | P                                | 3:00:32,900 h                    | 3,145 km                         | 100                              | 104,515 km/h                     | 13. květen                       |
| 4   | 1957 | Juan Manuel Fangio               | Maserati                         | Maserati                         | P                                | 3:10:12,800 h                    | 3,145 km                         | 105                              | 104,165 km/h                     | 19. květen                       |
| 5   | 1958 | Maurice Trintignant              | Cooper                           | Climax                           | D                                | 2:52:27,900 h                    | 3,145 km                         | 100                              | 109,414 km/h                     | 18. květen                       |
| 6   | 1959 | Jack Brabham                     | Cooper                           | Climax                           | D                                | 2:55:51,300 h                    | 3,145 km                         | 100                              | 107,304 km/h                     | 10. květen                       |
| 7   | 1960 | Stirling Moss                    | Lotus                            | Climax                           | D                                | 2:53:45,500 h                    | 3,145 km                         | 100                              | 108,599 km/h                     | 29. květen                       |
| 8   | 1961 | Stirling Moss                    | Lotus                            | Climax                           | D                                | 2:45:50,100 h                    | 3,145 km                         | 100                              | 113,788 km/h                     | 14. květen                       |
| 9   | 1962 | Bruce McLaren                    | Cooper                           | Climax                           | D                                | 2:46:29,700 h                    | 3,145 km                         | 100                              | 113,337 km/h                     | 3. červen                        |
| 10  | 1963 | Graham Hill                      | B.R.M.                           | B.R.M.                           | D                                | 2:41:49,700 h                    | 3,145 km                         | 100                              | 116,605 km/h                     | 26. květen                       |
| 11  | 1964 | Graham Hill                      | B.R.M.                           | B.R.M.                           | D                                | 2:41:19,500 h                    | 3,145 km                         | 100                              | 116,969 km/h                     | 10. květen                       |
| 12  | 1965 | Graham Hill                      | B.R.M.                           | B.R.M.                           | D                                | 2:37:39,600 h                    | 3,145 km                         | 100                              | 119,688 km/h                     | 30. květen                       |
| 13  | 1966 | Jackie Stewart                   | B.R.M.                           | B.R.M.                           | D                                | 2:33:10,500 h                    | 3,145 km                         | 100                              | 123,192 km/h                     | 22. květen                       |
| 14  | 1967 | Denny Hulme                      | Brabham                          | Repco                            | G                                | 2:34:34,300 h                    | 3,145 km                         | 100                              | 123,079 km/h                     | 7. květen                        |
| 15  | 1968 | Graham Hill                      | Lotus                            | Ford                             | F                                | 2:00:32,300 h                    | 3,145 km                         | 80                               | 125,238 km/h                     | 26. květen                       |
| 16  | 1969 | Graham Hill                      | Lotus                            | Ford                             | F                                | 1:56:59,400 h                    | 3,145 km                         | 80                               | 129,037 km/h                     | 18. květen                       |
| 17  | 1970 | Jochen Rindt                     | Lotus                            | Ford                             | F                                | 1:54:36,600 h                    | 3,145 km                         | 80                               | 131,716 km/h                     | 10. květen                       |
| 18  | 1971 | Jackie Stewart                   | Tyrrell                          | Ford                             | G                                | 1:52:21,300 h                    | 3,145 km                         | 80                               | 134,360 km/h                     | 23. květen                       |
| 19  | 1972 | Jean-Pierre Beltoise             | B.R.M.                           | B.R.M.                           | F                                | 2:26:54,700 h                    | 3,145 km                         | 80                               | 102,756 km/h                     | 14. květen                       |
| 20  | 1973 | Jackie Stewart                   | Tyrrell                          | Ford                             | G                                | 1:57:44,300 h                    | 3,278 km                         | 78                               | 130,298 km/h                     | 3. červen                        |
| 21  | 1974 | Ronnie Peterson                  | Lotus                            | Ford                             | G                                | 1:58:03,700 h                    | 3,278 km                         | 78                               | 129,941 km/h                     | 26. květen                       |
| 22  | 1975 | Niki Lauda                       | Ferrari                          | Ferrari                          | G                                | 2:01:21,310 h                    | 3,278 km                         | 75                               | 121,552 km/h                     | 11. květen                       |
| 23  | 1976 | Niki Lauda                       | Ferrari                          | Ferrari                          | G                                | 1:59:51,470 h                    | 3,278 km                         | 78                               | 127,994 km/h                     | 30. květen                       |
| 24  | 1977 | Jody Scheckter                   | Wolf                             | Ford                             | G                                | 1:57:52,770 h                    | 3,312 km                         | 76                               | 128,120 km/h                     | 22. květen                       |
| 25  | 1978 | Patrick Depailler                | Tyrrell                          | Ford                             | G                                | 1:55:14,660 h                    | 3,312 km                         | 75                               | 129,325 km/h                     | 7. květen                        |
| 26  | 1979 | Jody Scheckter                   | Ferrari                          | Ferrari                          | M                                | 1:55:22,480 h                    | 3,312 km                         | 76                               | 130,902 km/h                     | 27. květen                       |
| 27  | 1980 | Carlos Reutemann                 | Williams                         | Ford                             | G                                | 1:55:34,365 h                    | 3,312 km                         | 76                               | 130,677 km/h                     | 18. květen                       |
| 28  | 1981 | Gilles Villeneuve                | Ferrari                          | Ferrari                          | M                                | 1:54:23,380 h                    | 3,312 km                         | 76                               | 132,029 km/h                     | 31. květen                       |
| 29  | 1982 | Riccardo Patrese                 | Brabham                          | Ford                             | G                                | 1:54:11,259 h                    | 3,312 km                         | 76                               | 132,262 km/h                     | 23. květen                       |
| 30  | 1983 | Keke Rosberg                     | Williams                         | Ford                             | G                                | 1:56:38,121 h                    | 3,312 km                         | 76                               | 129,487 km/h                     | 15. květen                       |
| 31  | 1984 | Alain Prost                      | McLaren                          | Porsche (TAG)                    | M                                | 1:01:07,740 h                    | 3,312 km                         | 31                               | 100,776 km/h                     | 3. červen                        |
| 32  | 1985 | Alain Prost                      | McLaren                          | Porsche (TAG)                    | G                                | 1:51:58,034 h                    | 3,312 km                         | 78                               | 138,435 km/h                     | 19. květen                       |
| 33  | 1986 | Alain Prost                      | McLaren                          | Porsche (TAG)                    | G                                | 1:55:41,060 h                    | 3,328 km                         | 78                               | 134,634 km/h                     | 11. květen                       |
| 34  | 1987 | Ayrton Senna                     | Lotus                            | Honda                            | G                                | 1:57:54,085 h                    | 3,328 km                         | 78                               | 132,102 km/h                     | 31. květen                       |
| 35  | 1988 | Alain Prost                      | McLaren                          | Honda                            | G                                | 1:57:17,077 h                    | 3,328 km                         | 78                               | 132,797 km/h                     | 15. květen                       |
| 36  | 1989 | Ayrton Senna                     | McLaren                          | Honda                            | G                                | 1:53:33,251 h                    | 3,328 km                         | 77                               | 135,401 km/h                     | 7. květen                        |
| 37  | 1990 | Ayrton Senna                     | McLaren                          | Honda                            | G                                | 1:52:46,982 h                    | 3,328 km                         | 78                               | 138,097 km/h                     | 27. květen                       |
| 38  | 1991 | Ayrton Senna                     | McLaren                          | Honda                            | G                                | 1:53:02,334 h                    | 3,328 km                         | 78                               | 137,785 km/h                     | 12. květen                       |
| 39  | 1992 | Ayrton Senna                     | McLaren                          | Honda                            | G                                | 1:50:59,372 h                    | 3,328 km                         | 78                               | 140,329 km/h                     | 31. květen                       |
| 40  | 1993 | Ayrton Senna                     | McLaren                          | Ford                             | G                                | 1:52:10,947 h                    | 3,328 km                         | 78                               | 138,837 km/h                     | 23. květen                       |
| 41  | 1994 | Michael Schumacher               | Benetton                         | Ford                             | G                                | 1:49:55,372 h                    | 3,328 km                         | 78                               | 141,691 km/h                     | 15. květen                       |
| 42  | 1995 | Michael Schumacher               | Benetton                         | Renault                          | G                                | 1:53:11,258 h                    | 3,328 km                         | 78                               | 137,604 km/h                     | 28. květen                       |
| 43  | 1996 | Olivier Panis                    | Ligier                           | Mugen                            | G                                | 2:00:45,629 h                    | 3,328 km                         | 78                               | 124,014 km/h                     | 19. květen                       |
| 44  | 1997 | Michael Schumacher               | Ferrari                          | Ferrari                          | G                                | 2:00:05,654 h                    | 3,367 km                         | 62                               | 104,295 km/h                     | 11. květen                       |
| 45  | 1998 | Mika Häkkinen                    | McLaren                          | Mercedes                         | B                                | 1:51:23,595 h                    | 3,367 km                         | 78                               | 141,459 km/h                     | 24. květen                       |
| 46  | 1999 | Michael Schumacher               | Ferrari                          | Ferrari                          | B                                | 1:49:31,812 h                    | 3,367 km                         | 78                               | 143,865 km/h                     | 16. květen                       |
| 47  | 2000 | David Coulthard                  | McLaren                          | Mercedes                         | B                                | 1:49:28,213 h                    | 3,370 km                         | 78                               | 144,072 km/h                     | 4. červen                        |
| 48  | 2001 | Michael Schumacher               | Ferrari                          | Ferrari                          | B                                | 1:47:22,561 h                    | 3,370 km                         | 78                               | 146,882 km/h                     | 27. květen                       |
| 49  | 2002 | David Coulthard                  | McLaren                          | Mercedes                         | M                                | 1:45:39,055 h                    | 3,370 km                         | 78                               | 149,280 km/h                     | 26. květen                       |
| 50  | 2003 | Juan Pablo Montoya               | Williams                         | BMW                              | M                                | 1:42:19,012 h                    | 3,340 km                         | 78                               | 152,772 km/h                     | 1. červen                        |
| 51  | 2004 | Jarno Trulli                     | Renault                          | Renault                          | M                                | 1:45:46,601 h                    | 3,340 km                         | 77                               | 145,881 km/h                     | 23. květen                       |
| 52  | 2005 | Kimi Räikkönen                   | McLaren                          | Mercedes                         | M                                | 1:45:15,556 h                    | 3,340 km                         | 78                               | 148,502 km/h                     | 22. květen                       |
| 53  | 2006 | Fernando Alonso                  | Renault                          | Renault                          | M                                | 1:43:43,116 h                    | 3,340 km                         | 78                               | 150,708 km/h                     | 28. květen                       |
| 54  | 2007 | Fernando Alonso                  | McLaren                          | Mercedes                         | B                                | 1:40:29,329 h                    | 3,340 km                         | 78                               | 155,552 km/h                     | 27. květen                       |
| 55  | 2008 | Lewis Hamilton                   | McLaren                          | Mercedes                         | B                                | 2:00:42,742 h                    | 3,340 km                         | 76                               | 126,170 km/h                     | 25. květen                       |
| 56  | 2009 | Jenson Button                    | Brawn                            | Mercedes                         | B                                | 1:40:44,282 h                    | 3,340 km                         | 78                               | 155,167 km/h                     | 24. květen                       |
| 57  | 2010 | Mark Webber                      | Red Bull                         | Renault                          | B                                | 1:50:13,355 h                    | 3,340 km                         | 78                               | 141,815 km/h                     | 16. květen                       |
| 58  | 2011 | Sebastian Vettel                 | Red Bull                         | Renault                          | P                                | 2:09:38,373 h                    | 3,340 km                         | 78                               | 120,574 km/h                     | 29. květen                       |
| 59  | 2012 | Mark Webber                      | Red Bull                         | Renault                          | P                                | 1:46:06,557 h                    | 3,340 km                         | 78                               | 147,312 km/h                     | 27. květen                       |
| 60  | 2013 | Nico Rosberg                     | Mercedes                         | Mercedes                         | P                                | 2:17:52,056 h                    | 3,340 km                         | 78                               | 113,378 km/h                     | 26. květen                       |
| 61  | 2014 | Nico Rosberg                     | Mercedes                         | Mercedes                         | P                                | 1:49:27,661 h                    | 3,340 km                         | 78                               | 142,802 km/h                     | 25. květen                       |
| 62  | 2015 | Nico Rosberg                     | Mercedes                         | Mercedes                         | P                                | 1:49:18,420 h                    | 3,337 km                         | 78                               | 142,876 km/h                     | 24. květen                       |
| 63  | 2016 | Lewis Hamilton                   | Mercedes                         | Mercedes                         | P                                | 1:59:29,133 h                    | 3,337 km                         | 78                               | 130,703 km/h                     | 29. květen                       |
| 64  | 2017 | Sebastian Vettel                 | Ferrari                          | Ferrari                          | P                                | 1:44:44,340 h                    | 3,337 km                         | 78                               | 149,105 km/h                     | 28. květen                       |
| 65  | 2018 | Daniel Ricciardo                 | Red Bull                         | Renault (TAG Heuer)              | P                                | 1:42:54,807 h                    | 3,337 km                         | 78                               | 151,750 km/h                     | 27. květen                       |
| 66  | 2019 | Lewis Hamilton                   | Mercedes                         | Mercedes                         | P                                | 1:43:28,437 h                    | 3,337 km                         | 78                               | 150,928 km/h                     | 26. květen                       |
|     | 2020 | Zrušeno kvůli pandemii covidu-19 | Zrušeno kvůli pandemii covidu-19 | Zrušeno kvůli pandemii covidu-19 | Zrušeno kvůli pandemii covidu-19 | Zrušeno kvůli pandemii covidu-19 | Zrušeno kvůli pandemii covidu-19 | Zrušeno kvůli pandemii covidu-19 | Zrušeno kvůli pandemii covidu-19 | Zrušeno kvůli pandemii covidu-19 |
| 67  | 2021 | Max Verstappen                   | Red Bull                         | Honda                            | P                                | 1:38:56,820 h                    | 3,337 km                         | 78                               | 157,833 km/h                     | 23. květen                       |
| 68  | 2022 | Sergio Pérez                     | Red Bull                         | RBPT                             | P                                | 1:56:30,265 h                    | 3,337 km                         | 64                               | 109,988 km/h                     | 29. květen                       |
| 69  | 2023 | Max Verstappen                   | Red Bull                         | Honda RBPT                       | P                                | 1:48:51,980 h                    | 3,337 km                         | 78                               | 143,450 km/h                     | 28. květen                       |
| 70  | 2024 | Charles Leclerc                  | Ferrari                          | Ferrari                          | P                                | 2:23:15,554 h                    | 3,337 km                         | 78                               | 109,013 km/h                     | 26. květen                       |
| 71  | 2025 | Lando Norris                     | McLaren                          | Mercedes                         | P                                | 1:40:33,843 h                    | 3,337 km                         | 78                               | 155,296 km/h                     | 25. květen                       |

## Verze okruhu

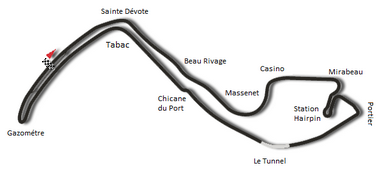
Trať od roku 1950
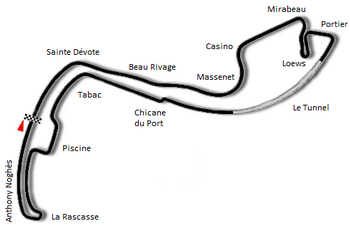
Trať od roku 1973
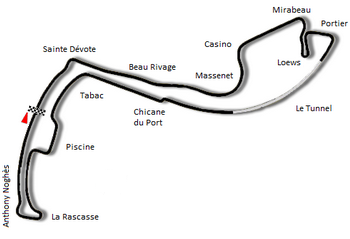
Trať od roku 1976
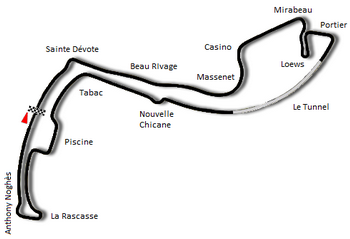
Trať od roku 1986
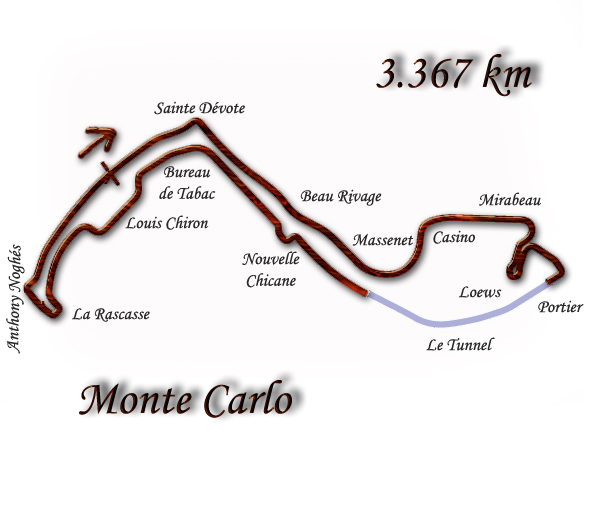
Trať od roku 1997
Trať od roku 2003
Trať od roku 2015

## Galerie

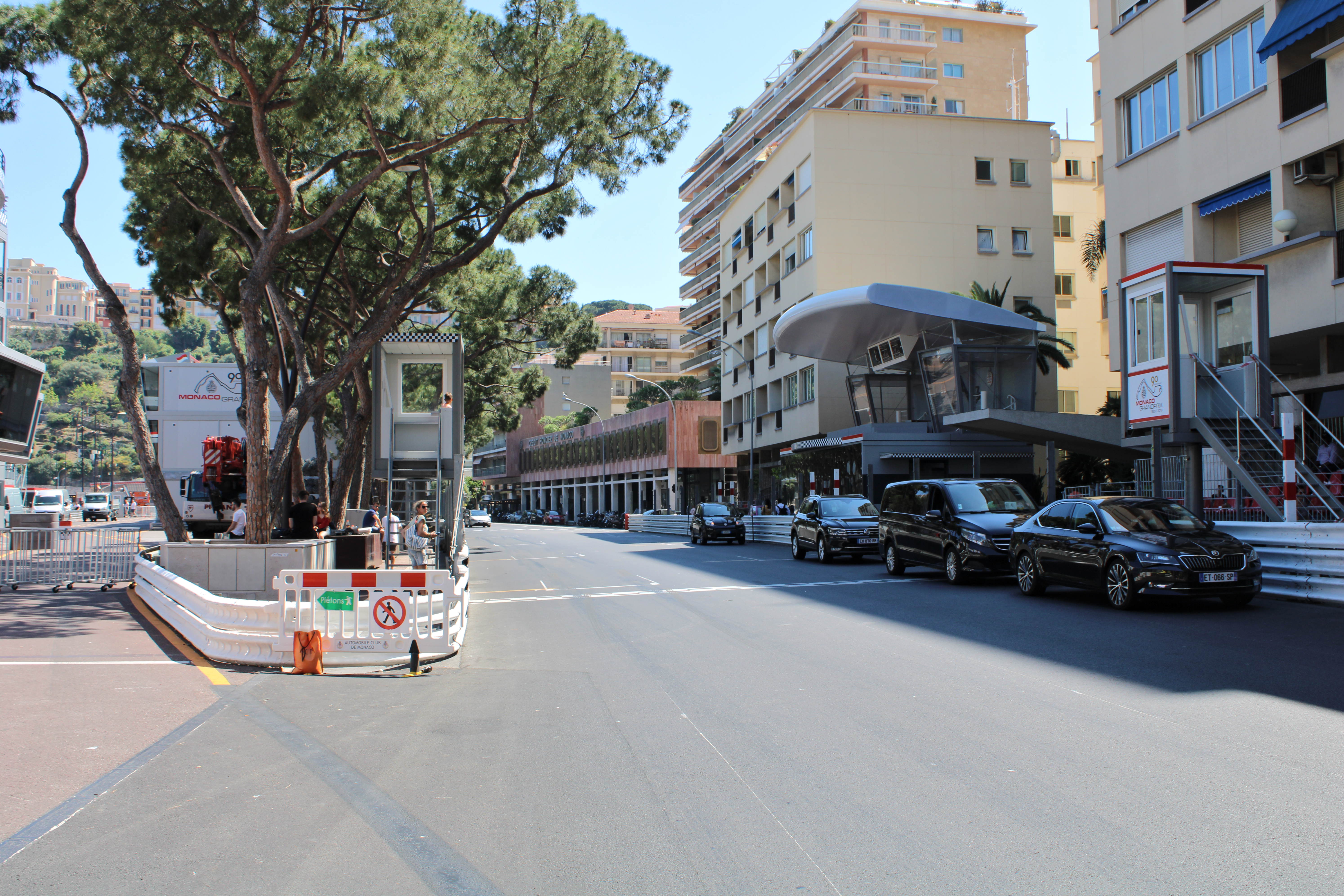
Start, cíl a výjezd z boxů
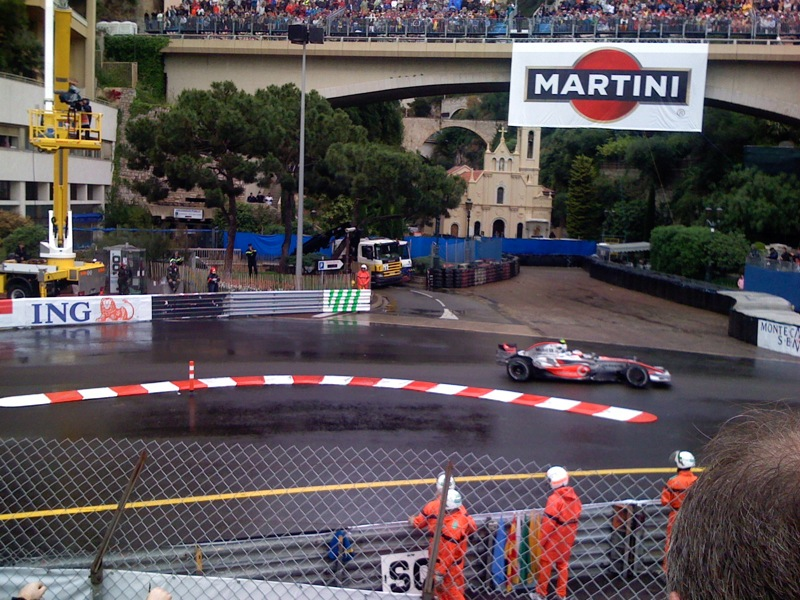
Tribuna na mostě nad kostelem Sainte-Dév
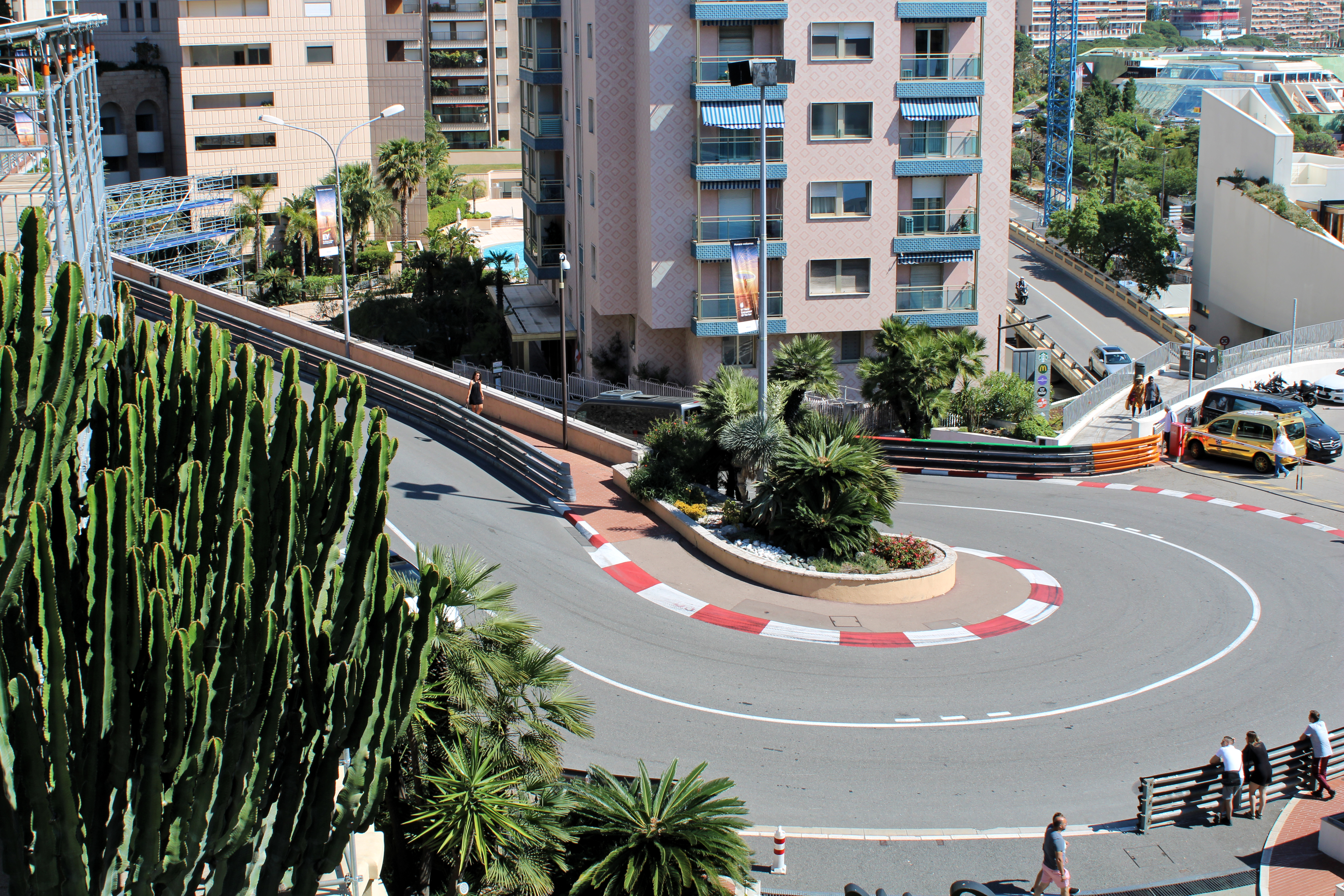
Nejpomalejší místo v kalendáři Formule 1: vlásenka u hotelu Fairmont
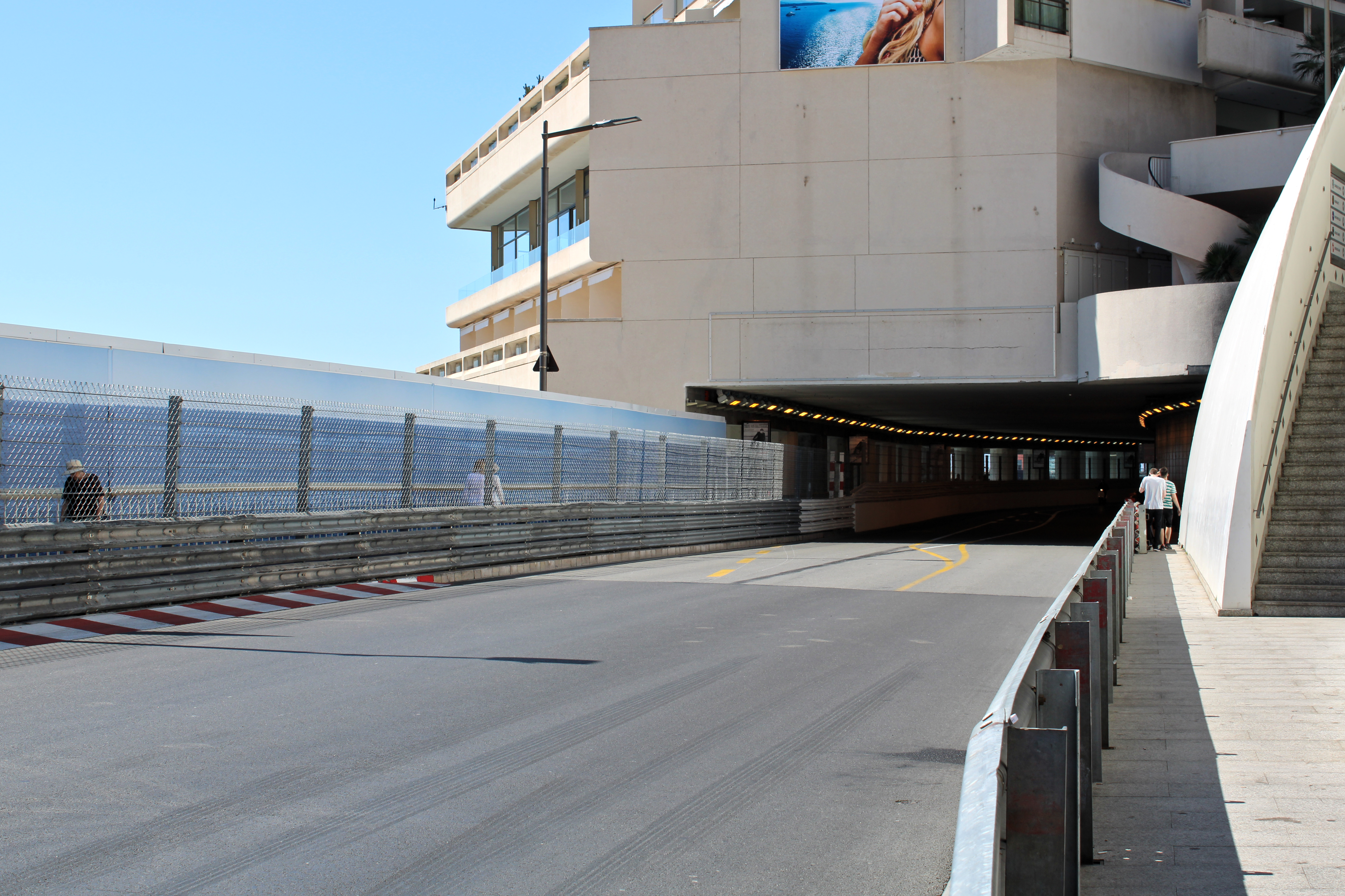
Vjezd do tunelu pod hotelem Fairmont
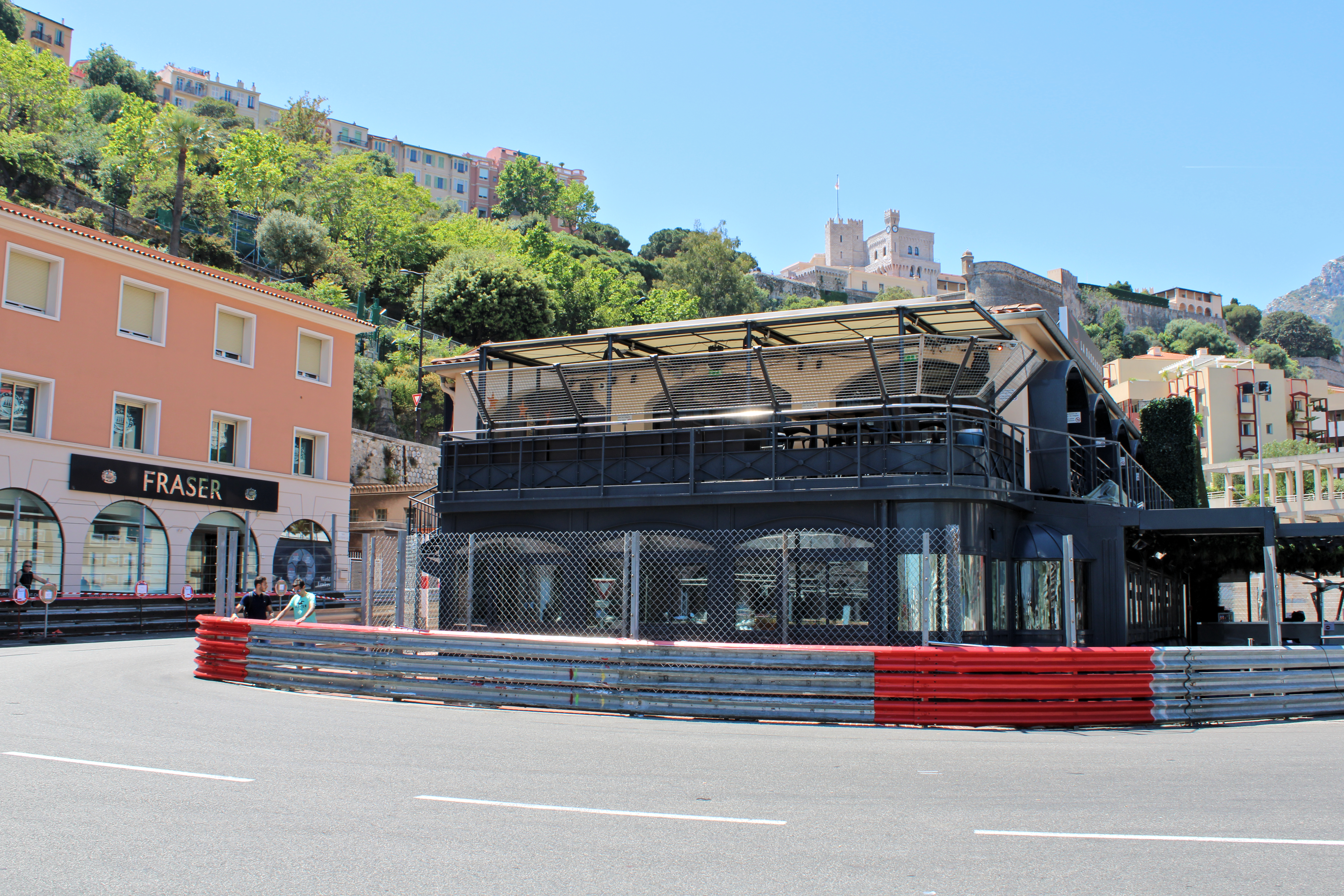
Zatáčka Rascasse
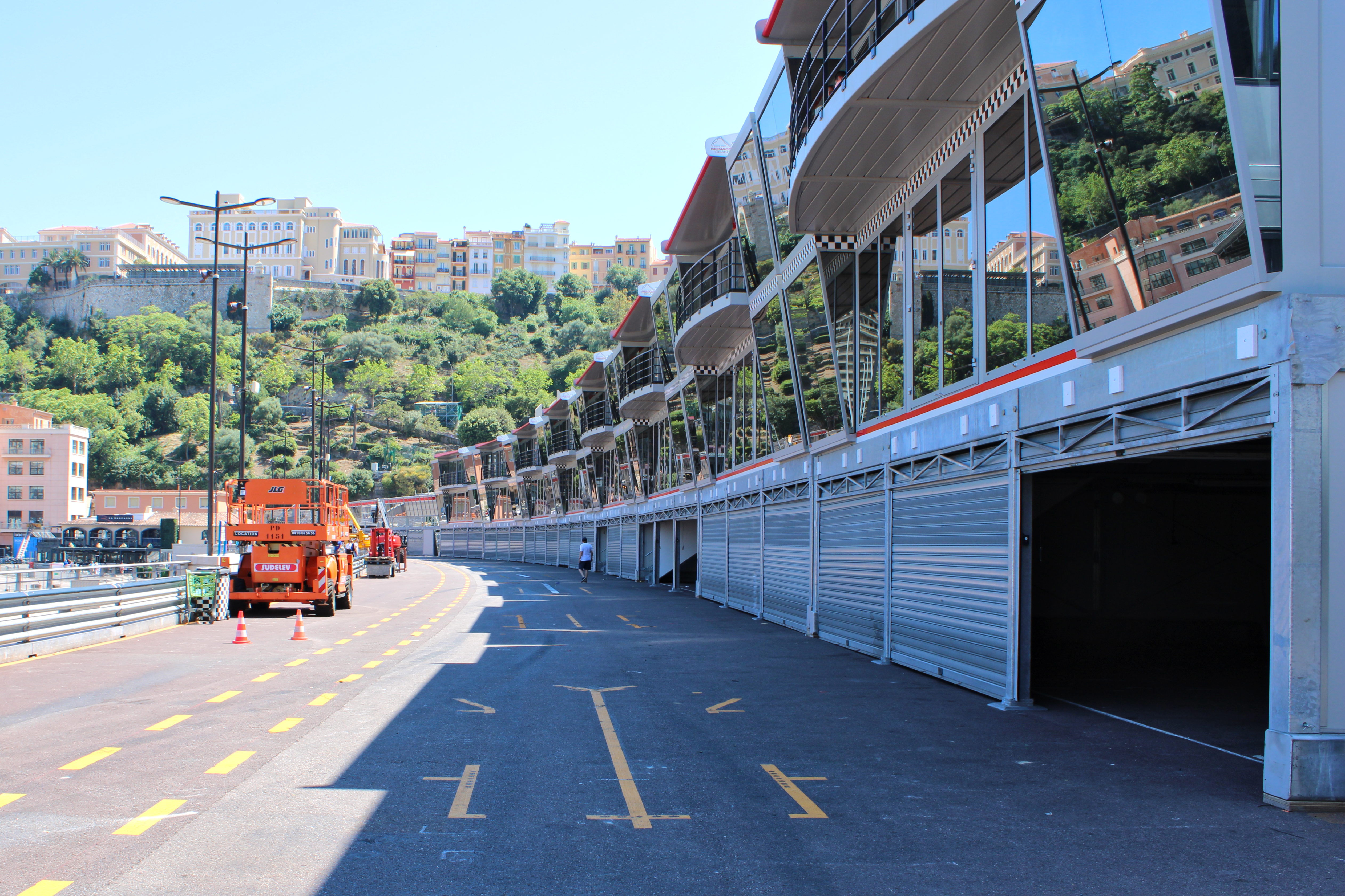
Dočasná boxová ulička